# Berufsverband für Soziologie in Deutschland
Der Berufsverband für Soziologie in Deutschland (vormals Berufsverband Deutscher Soziologinnen und Soziologen, BDS) ist seit 1976 ein bundesweiter Zusammenschluss von Soziologen, die sich mit angewandter Soziologie und angewandten Sozialwissenschaften befassen. Die mit dem BDS kooperierende Deutsche Gesellschaft für Soziologie (DGS) ist dagegen eher ein Zusammenschluss von an Hochschulen tätigen Soziologen. Gemeinsam mit der DGS schuf und administriert der BDS den deutschen soziologischen „Ethikkodex“, der gleichzeitig als Berufsordnung verstanden wird und u. a. eine Schweigepflicht ihrer Mitglieder regelt.

## Zielsetzung und Mitglieder
Der BDS vertritt die beruflichen und berufspolitischen Interessen der Absolventen soziologischer und sozialwissenschaftlicher Studiengänge.
Mitglieder des Verbandes sind in verschiedenen Arbeitsfeldern und -positionen tätig. Gemeinsam ist ihnen die Identität der sozialwissenschaftlichen Ausbildung, ihrer theoretischen Basis und Fachmethodik. Sie arbeiten in Hochschulen in den Bereichen Forschung und Lehre ebenso wie in öffentlichen Verwaltungen wie zum Beispiel Ministerien, in Forschungs-, Personal- und Presseabteilungen großer Unternehmen oder Stiftungen und Verbänden. Sie sind Unternehmer, betreiben Gewerbe oder sind freiberuflich in der Beratung und in der angewandten Forschung tätig.

## Führung
Der Vorstand besteht aus fünf Mitgliedern, der Senat aus 22 Mitgliedern (Stand: 2025).
Vorsitzender: Jens Jetzkowitz (seit 2024).
Senatssprecher: Antonius Schröder (seit 2004).
Bundesvorsitzende seit der Gründung 1976
- 1976–1988: Horst R. Schneider
- 1988–1989: Thomas Specht
- 1989–1991: Horst R. Schneider
- 1991–1992: Siegfried Lamnek
- 1992–1996: Heine von Alemann
- 1996–1997: Heichrich Büchner-Gärtner
- 1997–1998: Helmut Kromrey
- 1998–2009: Erich Behrendt
- 2009–2010: Wolfram Breger
- 2010–2020: Bernd Vonhoff
- 2020–2024: Carsten Stark
- seit 2024 Jens Jetzkowitz

## Organisationsstruktur

### Regionalgruppen
Berlin, Münster, Nord, Rhein/Ruhr

### Fachgruppen
- Ethik-Kommission seit 1993[2]
- FG Verwaltung
- FG Konfliktberatung und Mediation
- FG Gesundheit
- FG Akkreditierung
- FG Beratung

## Fachzeitschrift „Sozialwissenschaften und Berufspraxis – SuB“
Der BDS war Mitherausgeber der Zeitschrift Soziologie heute. Die renommierte wissenschaftliche Fachzeitschrift „Sozialwissenschaften und Berufspraxis“ wird seit 2016 als Buchreihe beim Springer Verlag fortgeführt.